# The Bloody Sun
The Bloody Sun (Soarele sângeros) este un roman științifico-fantastic (de fantezie științifică) din 1964 al scriitoarei americane Marion Zimmer Bradley. 
Face parte din Seria Darkover care are loc pe planeta fictivă Darkover din sistemul stelar fictiv al unei gigante roșii denumită Cottman. Planeta este dominată de ghețari care acoperă cea mai mare parte a suprafeței sale. Zona locuibilă se află la doar câteva grade nord de ecuator.
The Bloody Sun a fost publicat pentru prima dată de Ace Books în 1964. Romanul a fost substanțial rescris, extins și republicat sub același titlu în mai 1979; povestirea lui Bradley „To Keep the Oath” a fost inclusă în această ediție și în toate retipăririle ulterioare.
Rescrierea extinsă a păstrat structura de bază a intrigii, dar este mai strâns legată de alte câteva cărți Darkover, în special de The Forbidden Tower (Turnul interzis). De asemenea, schimbă identitatea unuia dintre părinții lui Kerwin, deși cartea de mai târziu Exile's Song folosește filiația sa originală ca informație de fundal.

## Legături externe
- en  Istoria publicării lucrării The Bloody Sun la Internet Speculative Fiction Database